# Pulsatrix perspicillata trinitatis
Il gufo dagli occhiali di Trinidad (Pulsatrix perspicillata trinitatis Bangs & Penard, 1918) è una sottospecie di gufo dagli occhiali endemica di Trinidad.

## Descrizione

### Aspetto
La sottospecie si contraddistingue per il colore marroncino del capo e del collare pettorale, i quali presentano una tonalità intermedia tra il P. p. perspicillata e il gufo dai sopraccigli fulvi. Le ampie bianche sopracciglia si incontrano verso il becco e si prolungano sotto gli occhi; creando l'effetto occhialuto tipico della specie. Gli occhi sono gialli. Il sottogola è bianco in contrasto con la parte superiore del petto di colore marrone. Il resto del petto invece è di colore ocra-camoscio. Le penne remiganti e le timoniere sono marroncine con leggere barrature di tonalità più scura. Il becco è di colore giallo scuro; le zampe sono grigie. I tarsometatarsi sono piumati fino a quasi gli artigli e le dita presentano tre scaglie.
I pulli presentano un piumiaggio bianco con barre marroni sulle copritrici, remiganti più scure e un caratteristico disco facciale nero a forma di cuore. Con la crescita, il piumaggio superiore si scurisce gradualmente; diventando chiazzato marrone con le timoniere bianche.

### Dimensioni
Il gufo dagli occhiali di Trinidad è lungo tra i 43 e i 48 cm. Mediamente le ali prese singolarmente misurano 30,5 cm, la coda 16,5 cm e il culmine dalla cera 2,8 cm.

## Tassonomia
La sottospecie è molto rara e vive nelle foreste, nelle zone agricole e nelle periferie boscose dell'isola di Trinidad; mentre è assente a Tobago.
Alcuni studiosi includono questa sottospecie come sinonimo della P. p. perspicillata a causa della similarità mentre altri l'hanno reputata probabilmente estinta sull'isola a causa della mancanza prolungata di avvistamenti. Tuttavia, recenti avvistamenti e varie testimonianze, tra cui una guida di uccelli notturni, che hanno udito il loro canto indicano che la sottospecie non è estinta.

### Libri
- (EN) Claus König, Friedhelm Weick, Owls of the World, Londra, Christopher Helm, 2008, ISBN 978-0-7136-6548-2.
- (EN) Charles Barney Cory, Catalogue of birds of the Americas and the adjacent islands in Field Museum of Natural History, Chicago, Field Museum of Natural History, 1919, ISBN non esistente.

### Pubblicazioni
- (EN) Harvard University, Notes on a collection of Surinam birds, in Bulletin of the Museum of Comparative Zoology at Harvard College, LXII, n. 2, 1918-1919,  pp. 23-94. URL consultato il 5 maggio 2012.